# Castiglione in Teverina
Castiglione in Teverina là một đô thị ở tỉnh Viterbo trong vùng Latium của Ý, có cự ly khoảng 90 km về phía tây bắc của Roma và khoảng 25 km về phía đông bắc của Viterbo. Tại thời điểm ngày 31 tháng 12 năm 2004, đô thị này có dân số 2.306 người và diện tích là 20,0 km².
Đô thị Castiglione in Teverina có các frazioni (đơn vị trực thuộc, chủ yếu là các làng) Sermugnano và Vaiano.
Castiglione in Teverina giáp các đô thị: Bagnoregio, Civitella d'Agliano, Lubriano, Orvieto.